# باول كاي
باول كاي (بالإنجليزية: Paul Kay)‏ (18 مايو 1962 - ) هو لاعب كرة قدم أسترالي في مركز الوسط. شارك مع منتخب أستراليا لكرة القدم. أما مع النوادي، فقد لعب مع تشارلتون أثلتيك ووولونغونغ وهاكواه سيدني سيتي إيست ‏ وسانت جورج ساينتس ‏ ونادي بلاكتاون سيتي وWollongong United FC ‏.